# Éric Servat
Pour les articles homonymes, voir Servat.
Éric Servat, né le 13 août 1957 à Cholet, est un chercheur et hydrologue français avec une expertise internationale dans les domaines des changements globaux et des ressources en eau. Il est professeur associé à l'Université de Montpellier.

## Biographie
Éric Servat est titulaire d'un doctorat en Sciences de l'eau et aménagement soutenus à Université des Sciences et Techniques du Languedoc en 1984 et en 1987. 
Il réalise son début de carrière en expatriation à Abidjan entre 1987 et 1998 où il étudie les modèles pluie-débit dans le centre et le sud de la Côte d'Ivoire. Dès 1995, il s'implique
dans le grand Programme Hydrologique Intergouvernemental (PHI) de l'UNESCO avec le programme « FRIEND‑Water UNESCO ».
Professeur associé à l'Université de Montpellier, il a dirigé le Laboratoire « HydroSciences Montpellier » entre 2011 et 2014. En novembre 2014, il est nommé directeur de l'Observatoire de recherche méditerranéen de l'environnement (Oreme), direction qu'il cédera en août 2024 à l'astronome Agnès Lèbre, directrice adjointe depuis 2016.
Il crée en janvier 2015 l'Institut Montpelliérain de l'Eau et de l'Environnement (IM2E) ; à partir de 2019, le pôle sur les sciences de l'eau se transforme en centre international de recherche UNESCO de catégorie 2,, rebaptisé « International Center for Interdisciplinary Research on Water Systems Dynamics » (ICIREWARD),.
En janvier 2024, Éric Servat est élu à l'Académie des Sciences et Lettres de Montpellier.
En 2024, il préside le Comité national français du Programme Hydrologique Intergouvernemental de l'UNESCO. 